# Unie státních zástupců České republiky
Unie státních zástupců České republiky je dobrovolný stavovský nepolitický spolek státních zástupců, právních čekatelů a asistentů státních zástupců České republiky.

## O Unii
Unie státních zástupců České republiky (dále také jen Unie) byla založena dne 27. listopadu 1995. Právní formou Unie je spolek (do 31. prosince 2013 občanské sdružení), jehož sídlo se nachází na Senovážném náměstí 995/1 v Praze 1. Členem Unie se může stát státní zástupce, právní čekatel nebo asistent státního zástupce, působící v soustavě státního zastupitelství České republiky. Členství je dobrovolné, v současné době je členem spolku okolo 40% státních zástupců, právních čekatelů a asistentů. Činnost Unie je financována z příspěvků jejích členů.

## Cíle
Cílem Unie státních zástupců ČR je napomáhat plnění úkolů státního zastupitelství jako specifického státního orgánu nesoucího odpovědnost za ochranu demokratické společnosti, občanů a všech dalších subjektů před trestnými činy. Smyslem činnosti Unie státních zástupců je posilování všech principů a opatření směřujících k maximální zákonnosti v rozhodování státních zástupců bez ohledu na jakékoli neoprávněné vnitřní či vnější vlivy.
Unie se rovněž podílí na profesionální přípravě a dalším zvyšování odbornosti státních zástupců a právních čekatelů a hájí materiální a sociální zájmy státních zástupců a právních čekatelů.

## Orgány
Základním článkem Unie je sekce, kterou tvoří státní zástupci, právní čekatelé a asistenti státních zástupců jednoho nebo i více státních zastupitelství. Výkonným orgánem sekce je nejméně tříčlenný výbor, volený nadpoloviční většinou všech členů sekce na období tří let. V čele výkonného výboru stojí předseda. Nejvyšším orgánem sekce je shromáždění všech jejích členů, které je svoláváno nejméně jednou ročně.
Nejvyšším orgánem Unie je Shromáždění zástupců sekcí. Shromáždění, které je svoláváno nejméně jednou ročně, mj. volí a odvolává členy Výkonného výboru, prezidenta, viceprezidenty, členy Kontrolní komise a členy Etické komise a schvaluje a mění Stanovy Unie.
Výkonným orgánem Unie je Výkonný výbor, tvořený 5 až 13 členy, který je volen na dobu tří let tajným hlasováním. Ke zvolení člena Výkonného výboru je třeba nadpoloviční většiny hlasů přítomných zástupců sekcí. Výkonný výbor rozhoduje o všech záležitostech, které podle Stanov nebo rozhodnutí Shromáždění zástupců sekcí nepřísluší jiným orgánům Unie. Členové Výkonného výboru mohou být zvoleni nejvýše ve dvou po sobě jdoucích volebních obdobích.
Statutárním orgánem Unie je prezident, zastupovaný dvěma viceprezidenty. Prezident i viceprezidenti jsou voleni na Shromáždění zástupců sekcí na dobu 3 let tajným hlasováním. Prezident Unie je členem Výkonného výboru a v době mezi zasedáními Výkonného výboru vykonává všechny jeho pravomoci.
Shromáždění zástupců sekcí může rovněž udělit titul čestného prezidenta státnímu zástupci, který byl dříve prezidentem Unie, a to k ocenění jeho zásluh o Unii. Čestný prezident má při rozhodování každého z orgánů Unie poradní hlas.
V Unii státních zástupců dále obligatorně působí kontrolní a etická komise. Výkonný výbor k naplňování cílů Unie dále zřizuje vlastní komise, kdy v současné době působí komise legislativní, mediální, organizační, vzdělávací, mezinárodní, sociální a inventarizační.
V obvodu působnosti krajského státního zastupitelství nebo státního zastupitelství jemu na roveň postaveného se zřizuje regionální rada, kterou tvoří předsedové všech sekcí v obvodu působností krajského státního zastupitelství. Regionální rada ze svého středu volí předsedu, který reprezentuje regionální radu navenek. Úkolem regionální rady je působit v souladu s ustanovením § 13j zákona č. 283/1993 Sb., o státním zastupitelství, zejména při přijímání zásadních opatření týkající se organizace státního zastupitelství, postavení státních zástupců a výkonu správy státního zastupitelství na úrovni krajských státních zastupitelství a koordinovat činnost sekcí v obvodu své působnosti při činnostech s významem pro celý obvod své působnosti.

## Prezidenti
- 1996–2002 JUDr. Ctirad Löffelmann
- 2002–2005 JUDr. Arif Salichov
- 2005–2008 JUDr. Petr Cigánek
- 2008–2014 JUDr. Lenka Bradáčová, Ph.D.
- 2014–2017 Mgr. Zdeněk Matula
- 2017–2023 JUDr. Jan Lata, Ph.D.
- od 2023 Mgr. Tomáš Foldyna

## Čestný prezident
- JUDr. Lenka Bradáčová, Ph.D.

## Členství v mezinárodních institucích
Unie státních zástupců České republiky je členem Mezinárodní asociace prokurátorů (International Association of Prosecutors, IAP).